# 活躍
| ウィキペディアには「活躍」という見出しの百科事典記事はありません（タイトルに「活躍」を含むページの一覧/「活躍」で始まるページの一覧）。 代わりにウィクショナリーのページ「活躍」が役に立つかもしれません。 |